# Hortus Sanitatis
L'Hortus Sanitatis (també escrit com Ortus) (en llatí com a Jardí de Salut) és la primera història natural enciclopèdica, que va ser publicada per Jacob Meydenbach a Magúncia, Alemanya dins 1485.
Descriu les espècies en el món natural juntament amb els seus usos medicinals i modes de preparació.[3] Es basa en part en la una traducció llatina estesa de l'herbari preparat per Johannes de Cuba que s'havia publicat el 1485 però, a diferència d'aquella obra inicial, també tracta animals, ocells, peixos i pedres.[4] L'autor no es restringeix a tractar només amb criatures reals, sinó que també incorpora animals mítics com el drac, harpia, hydra, myrmecoleon, fènix (ocell), i el zitiró.[5]

## Context
L'Hortus Sanitatis va ser el tercer important herbari imprès a Magúncia abans del 1500. El dos primers eren de Peter Schoeffer, amb el seu llatí Herbarius de 1484, i el va seguir un mes actualitzat i amb versió alemanya ampliada el 1485.

## Història de la publicació

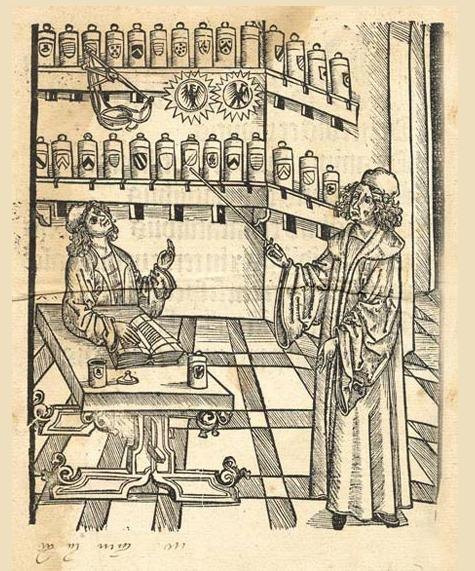
Frontispici de 1497 edició

La primera edició de l'Hortus Sanitatis va ser imprèsa per Jacob Meydenbach a Magúncia, Alemanya dins 1485, amb una segona edició el 1491 i una tercera el 1497. Una edició francesa per Antoine Vérard va ser impresa a París, aproximadament 1500, sota el títol Ortus sanitatis, traduïda del llatí al .[7] Una darrera còpia completa de l'Hortus Sanitatis va aparèixer aproximadament sobre el 1539, impresa per Phillipe le Noir i venuda a París sota el títol de Le jardin de santé.[8]
Una versió anglesa d'extractes del Hortus, Noble lyfe & natures of man, of bestes, serpentys, fowles & fisshes, va ser publicada el 1491 per Laurence Andrew (fl. 1510–1537). Una edició de facsímil d'aquesta es publicaria a Londres el 1954 per B. Quaritch.

## Continguts
El llibre està dividit amunt en les seccions de la següent manera:
- Tractatus De Herbis ("Tractat de Herbes")
- Tractatus De Animalibus ("Tractat d'Animals")
- Tractatus De Avibus ("Tractat d'Ocells")
- Tractatus De Piscibus ("Tractat de Peixos")
- Tractatus De Lapidibus ("Tractat de Pedres")
- Tractatus De Urinis ("Tractat sobre l'Orina")
- Tabula super tractatu (Un índex alfabètic d'usos medicinals per espècies en cada secció)
- Tabula Generis (Una llista alfabètica de les espècies incorporades)

## Il·lustracions
Les il·lustracions gravades sobre fusta són estilitzades i fàcilment reconeixibles,[1] moltes va ser re-utilitzades en altres obres. A més de les representacions de medicaments simples, les imatges mostren el seu ús per éssers humans, envoltats en escenes relacionades del seu entorn natural, com estar per un riu amb peixos i sirenes. Inusualment pel període, molts dels gravats en fusta van ser pintats en color.

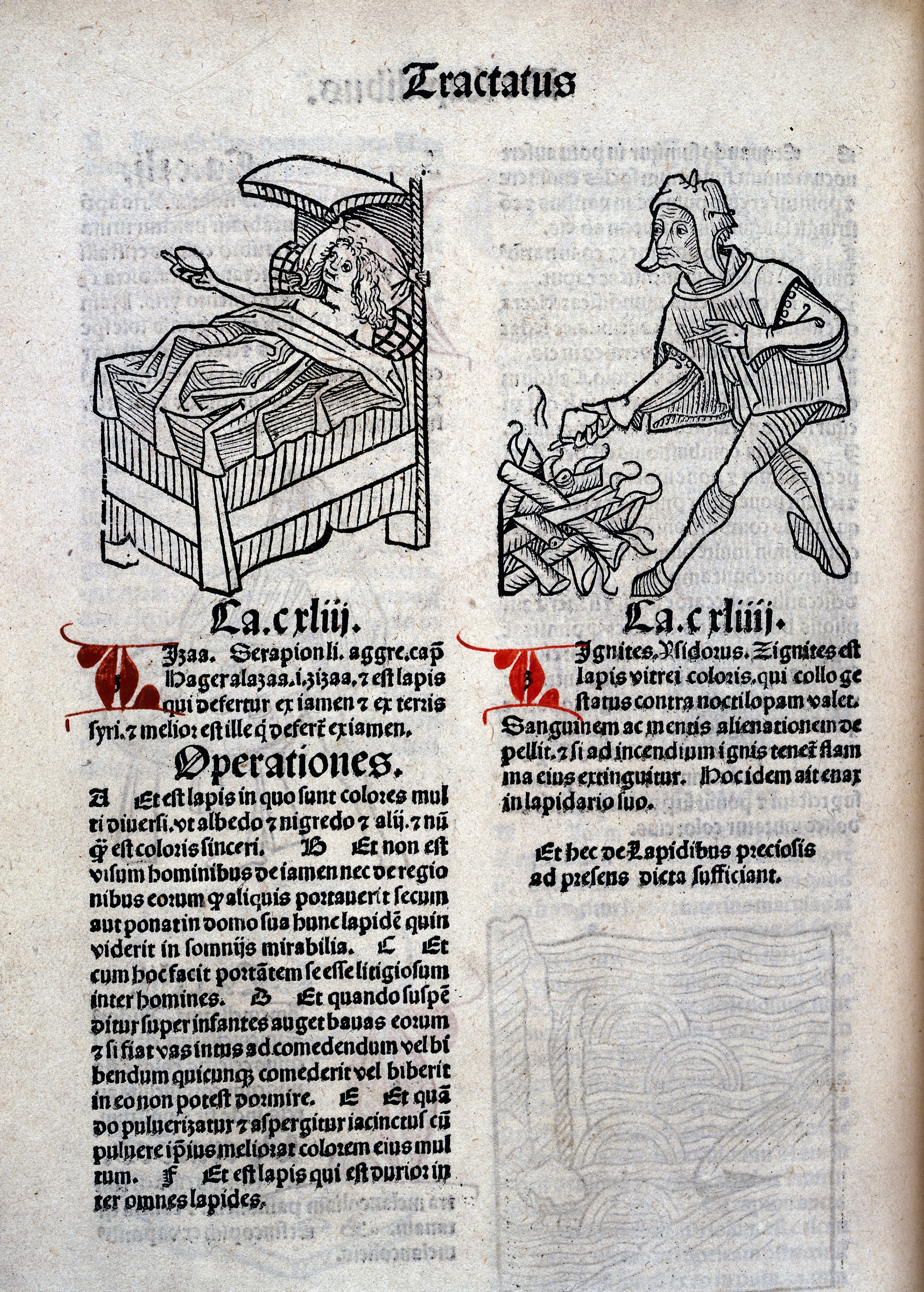
Dona dins llit
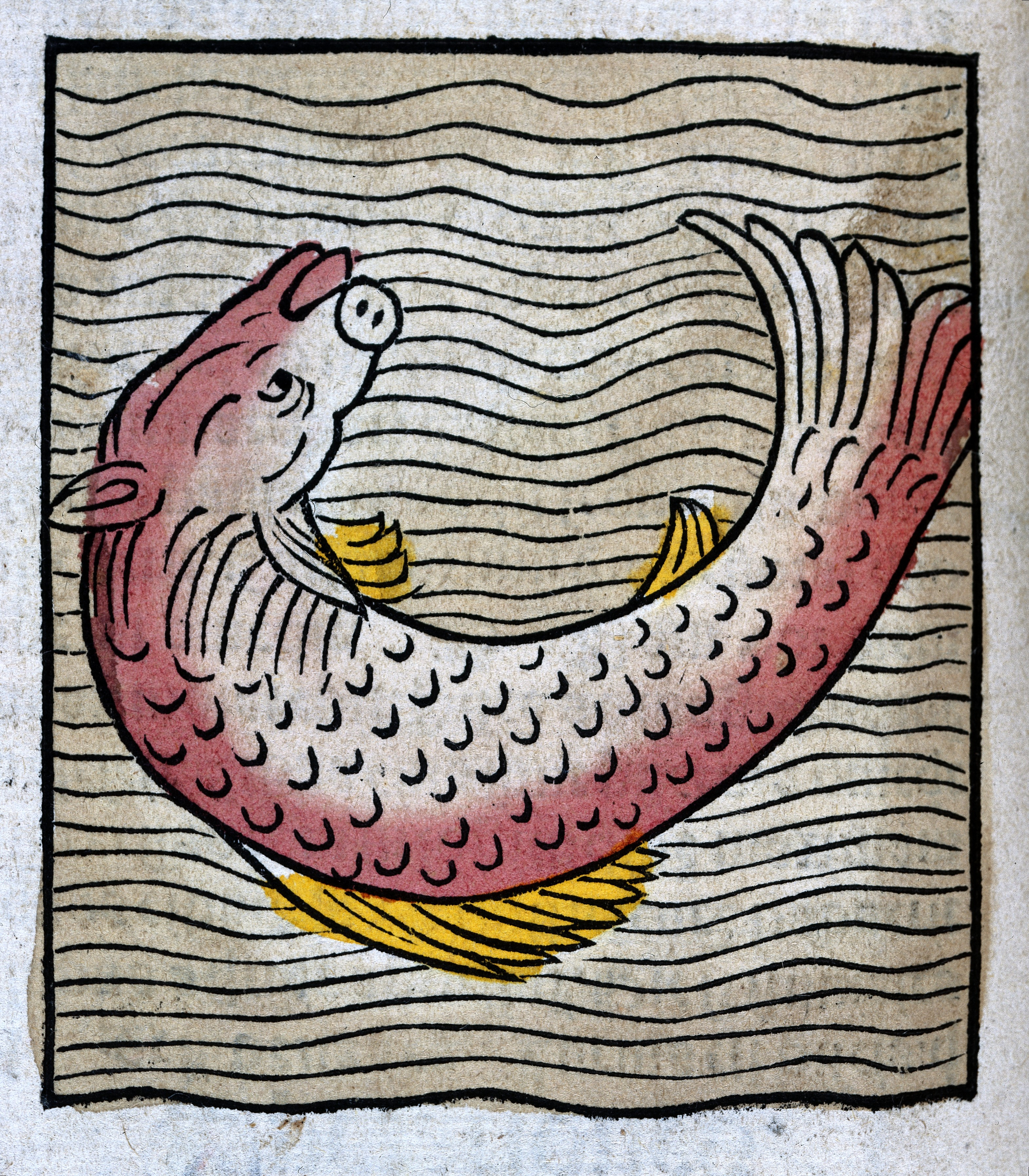
Un peix amb el cap d'un porc
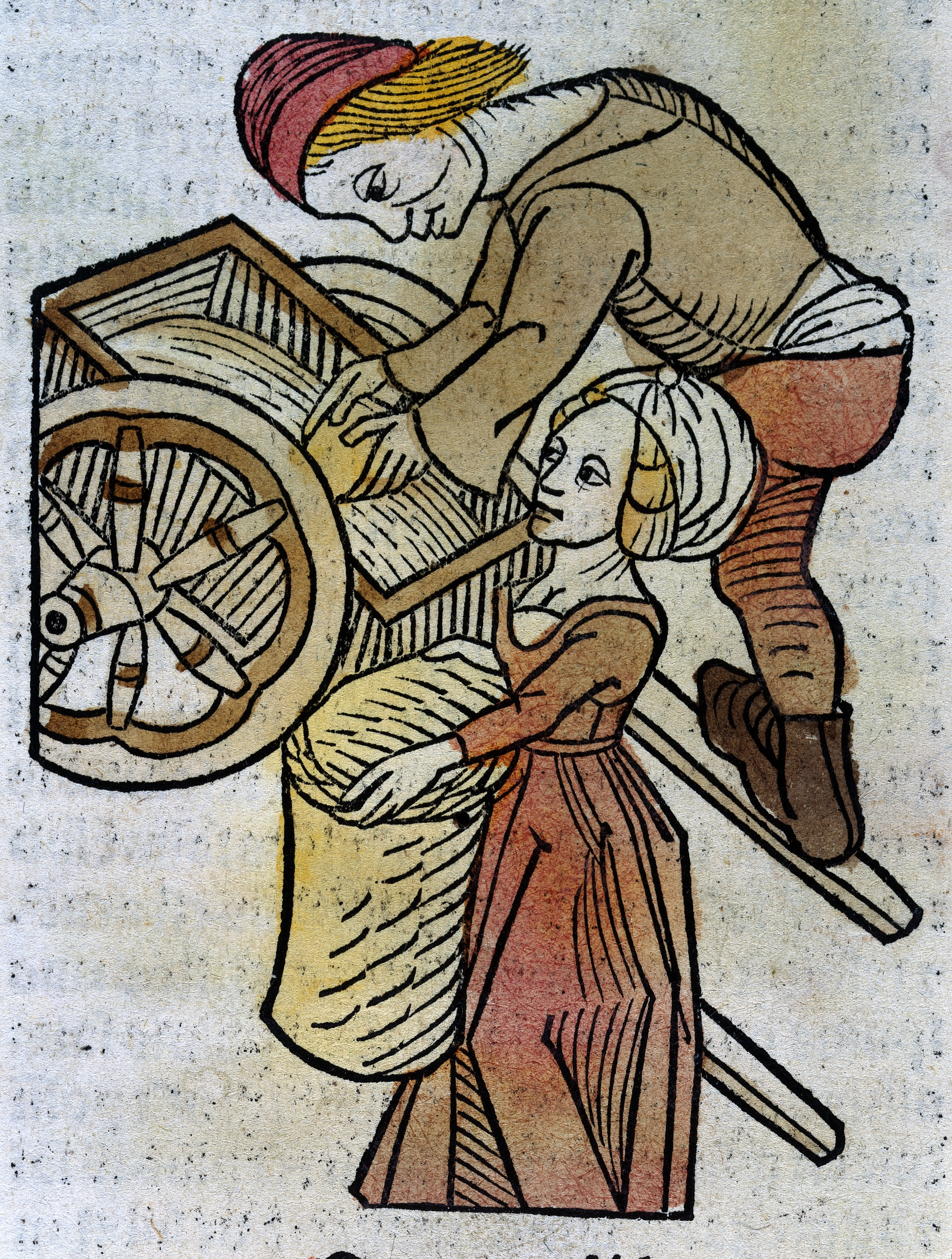
Un home i una dona que carrega un carro
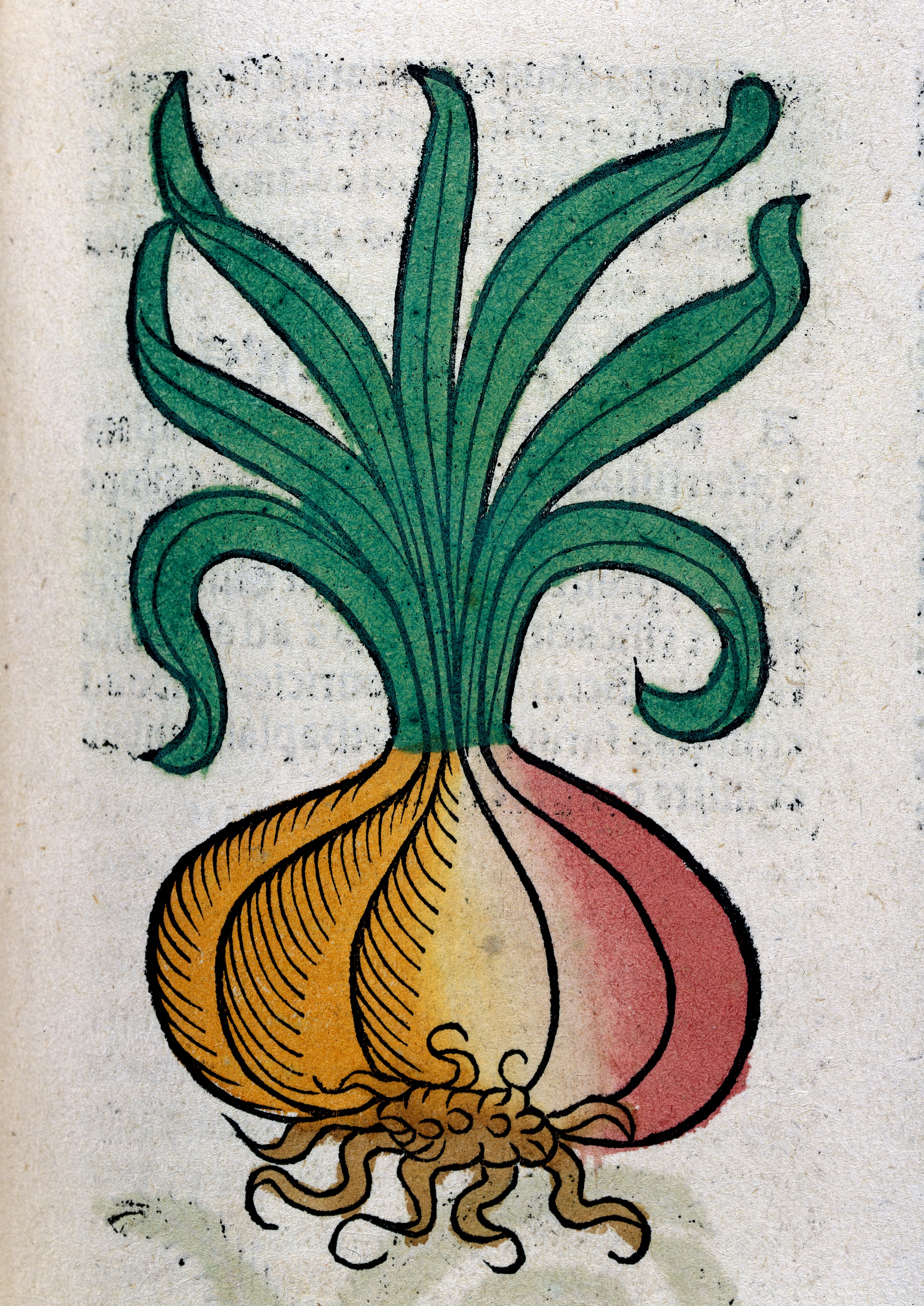
Una ceba
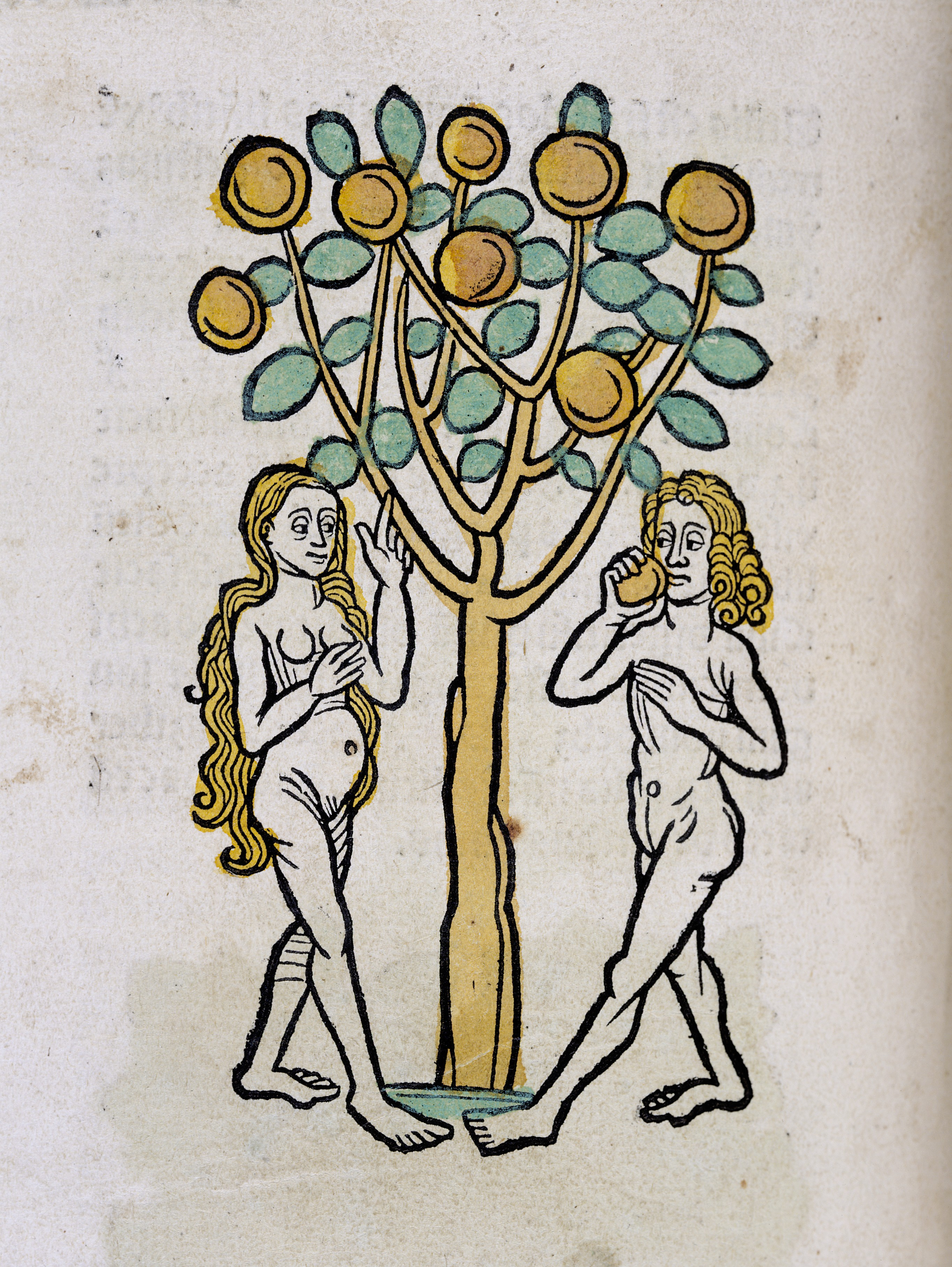
Adam i Eva sota l'Arbre de vida
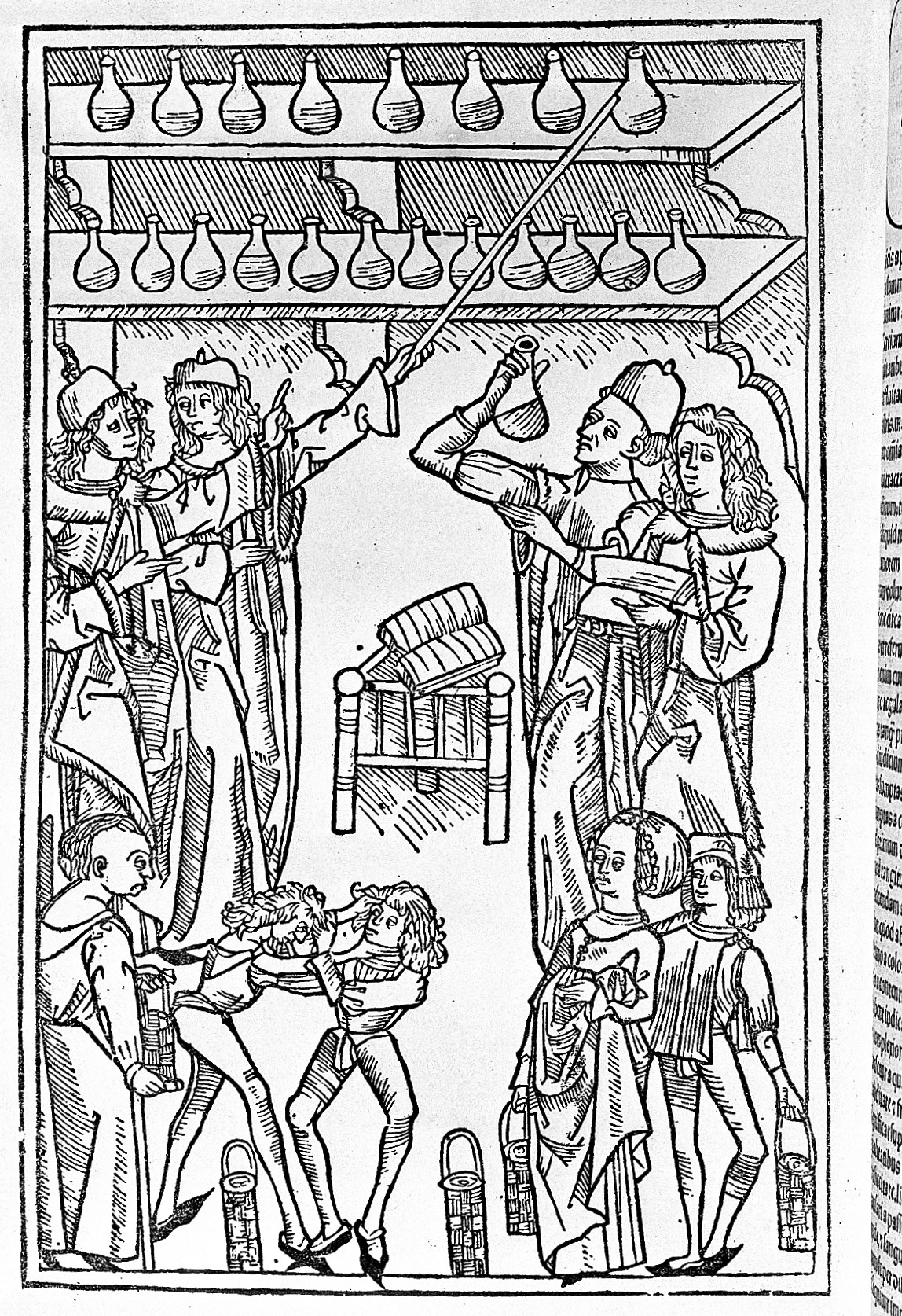
Un doctor que examina orina
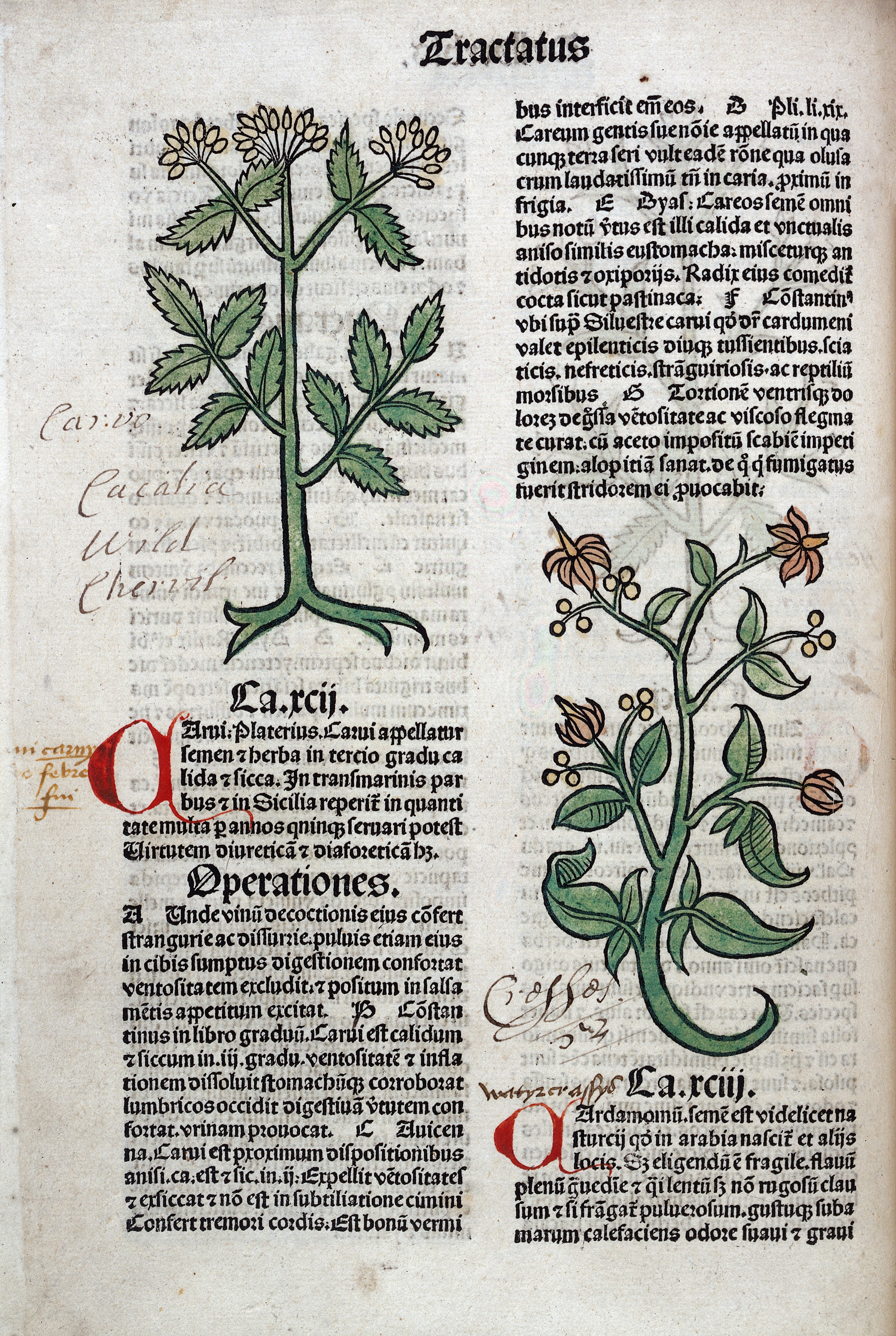
Chervil I plantes de cardamom
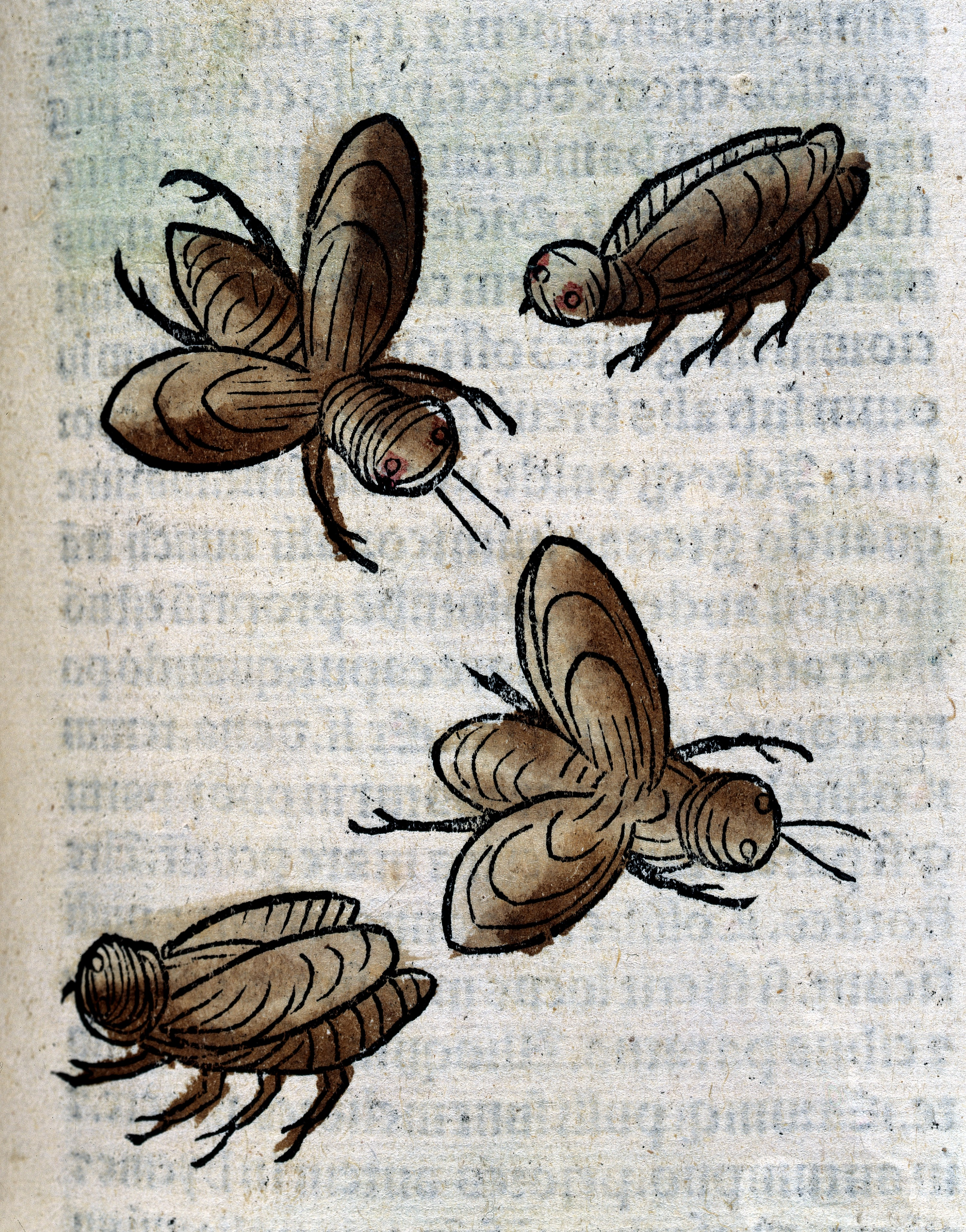
Quatre insectes, possiblement abelles
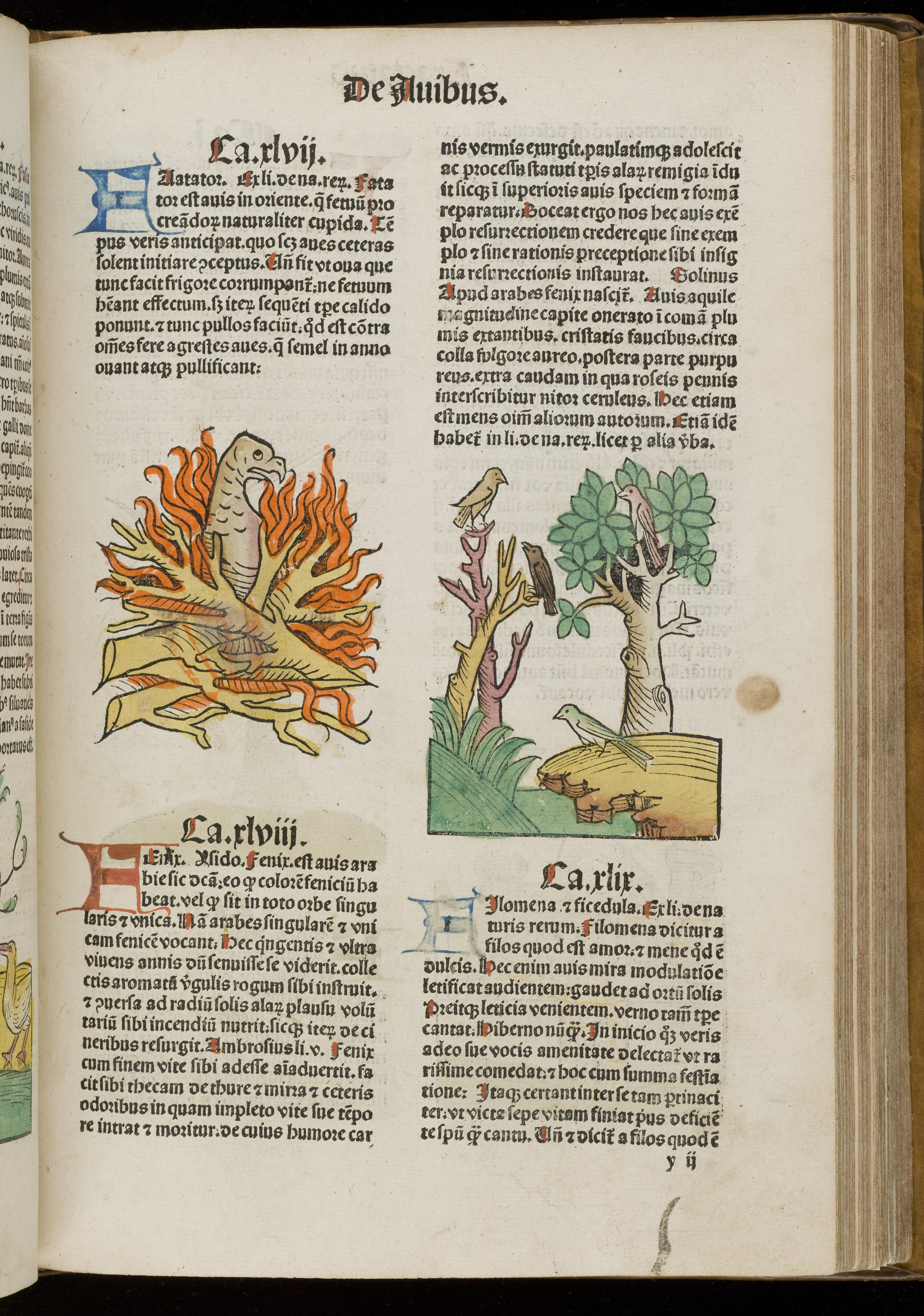
Una pàgina il·lustrada amb un phoenix i ocells en arbres
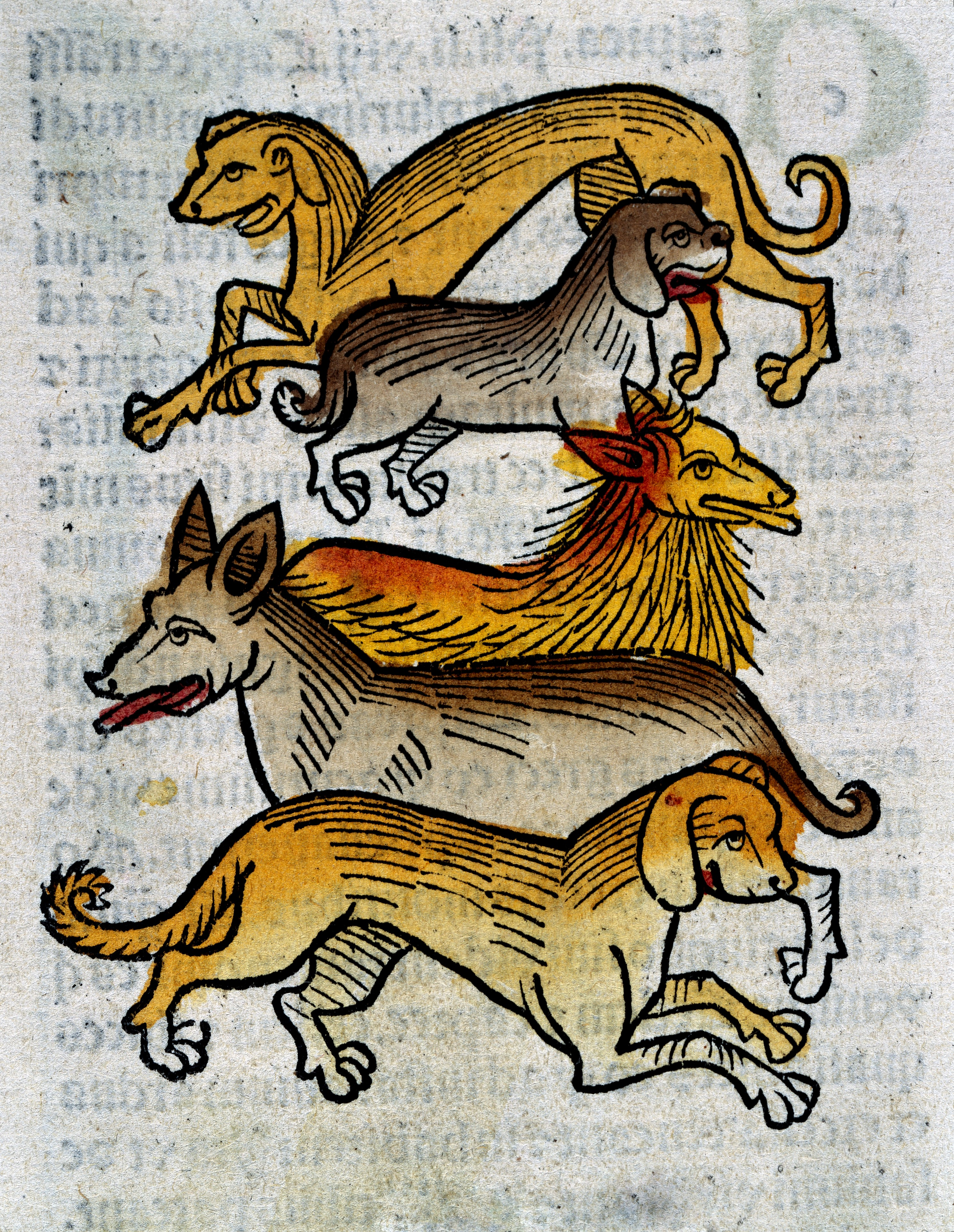
Cinc races de gos
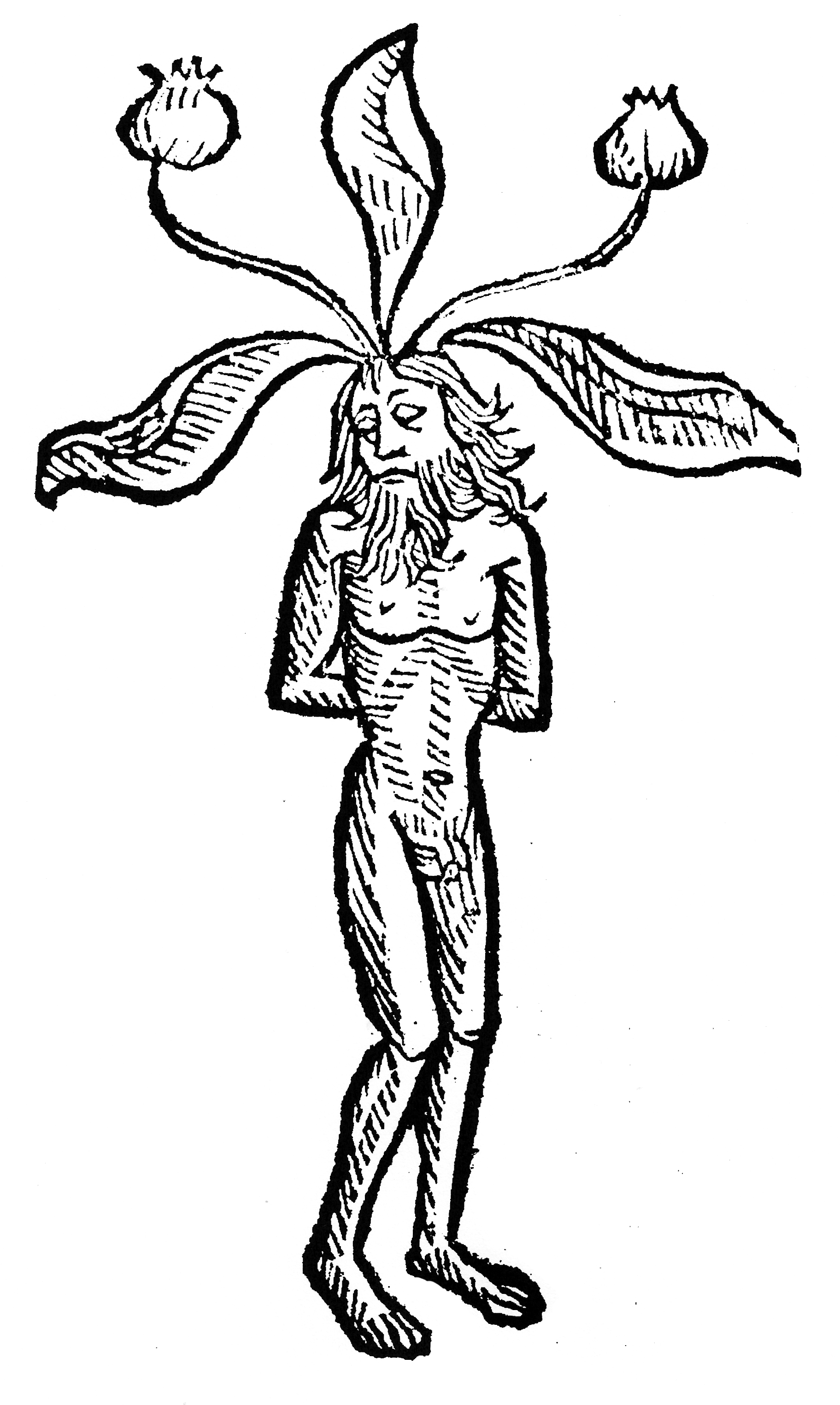
Home Mandràgora
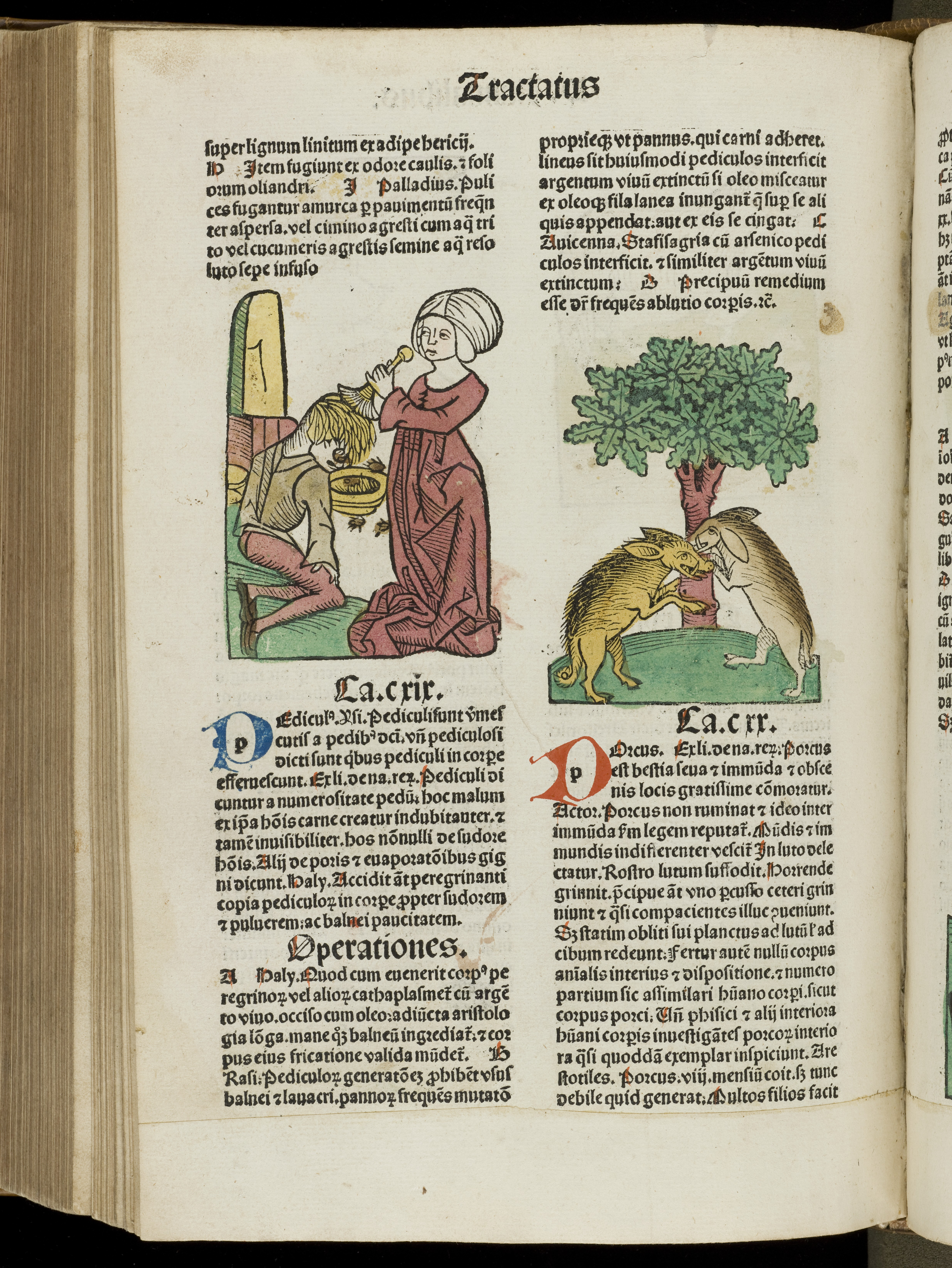
La pàgina il·lustrada amb una dona traient els polls a un home
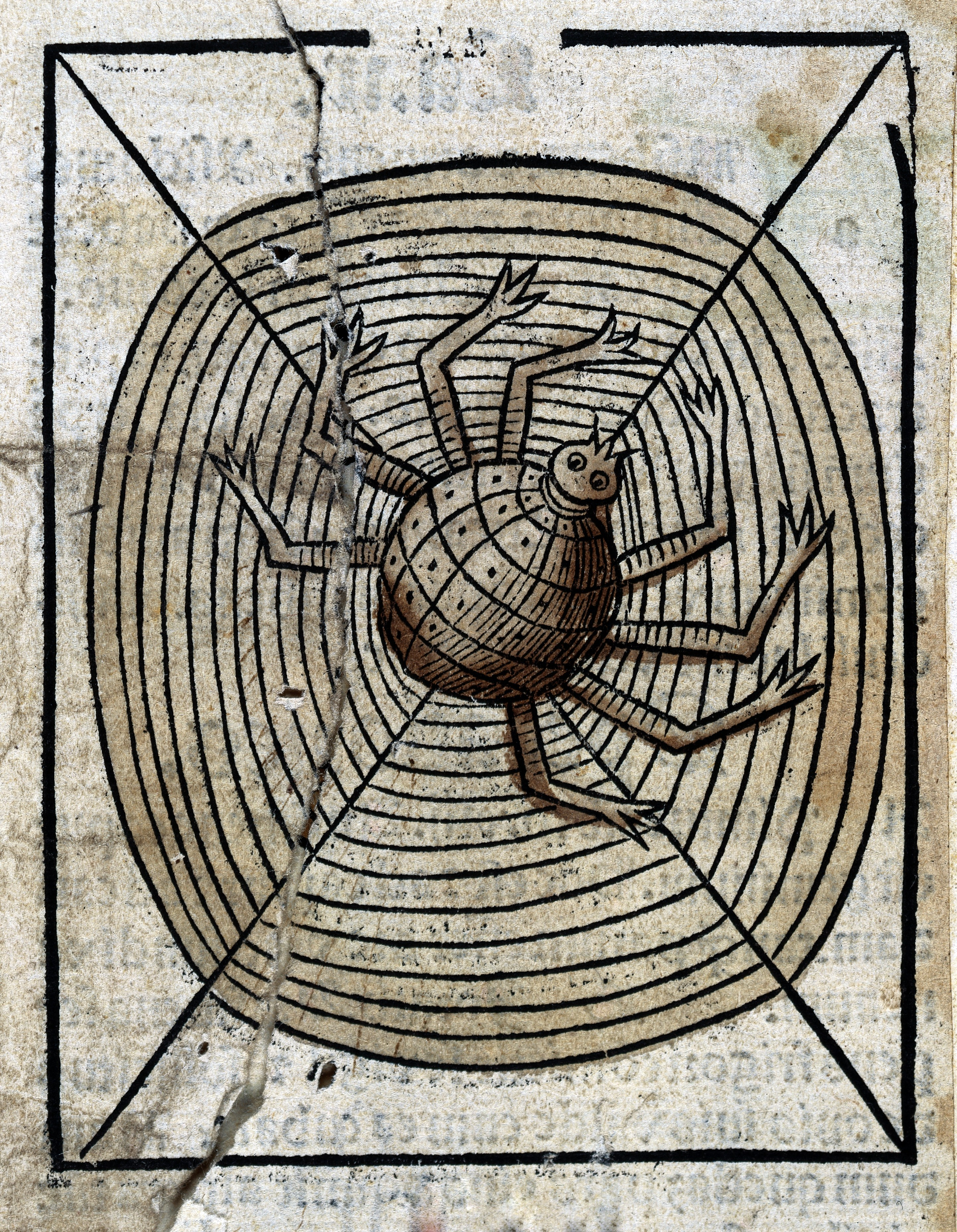
Una aranya en el seva xarxa
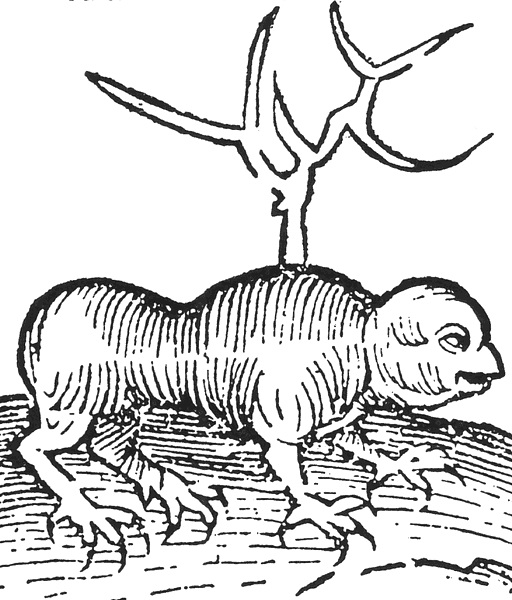
El mític Myrmecoleon ("formiga-lleó"), 1491

## En la cultura
A la Universitat de Sydney es comenta "La varietat rica dels gravats en fusta fan de l'obra un llibre molt atractiu. El gravador va ser un artesà especialitzat, tot i que hi ha alguna regressió botànica, ja que no sempre acabava d'entendre les plantes que estava copiant de les mostres anteriors."
Una còpia que va posseir el farmacèutic George Peacock d'Aberdeen es conserva a la Universitat d'Aberdeen. Va ser descrit com a "llibre medieval rar" que donava "una idea de les pràctiques mèdiques estranyes que s'utilitzaven fa 500 anys."